# Tarissement mammaire

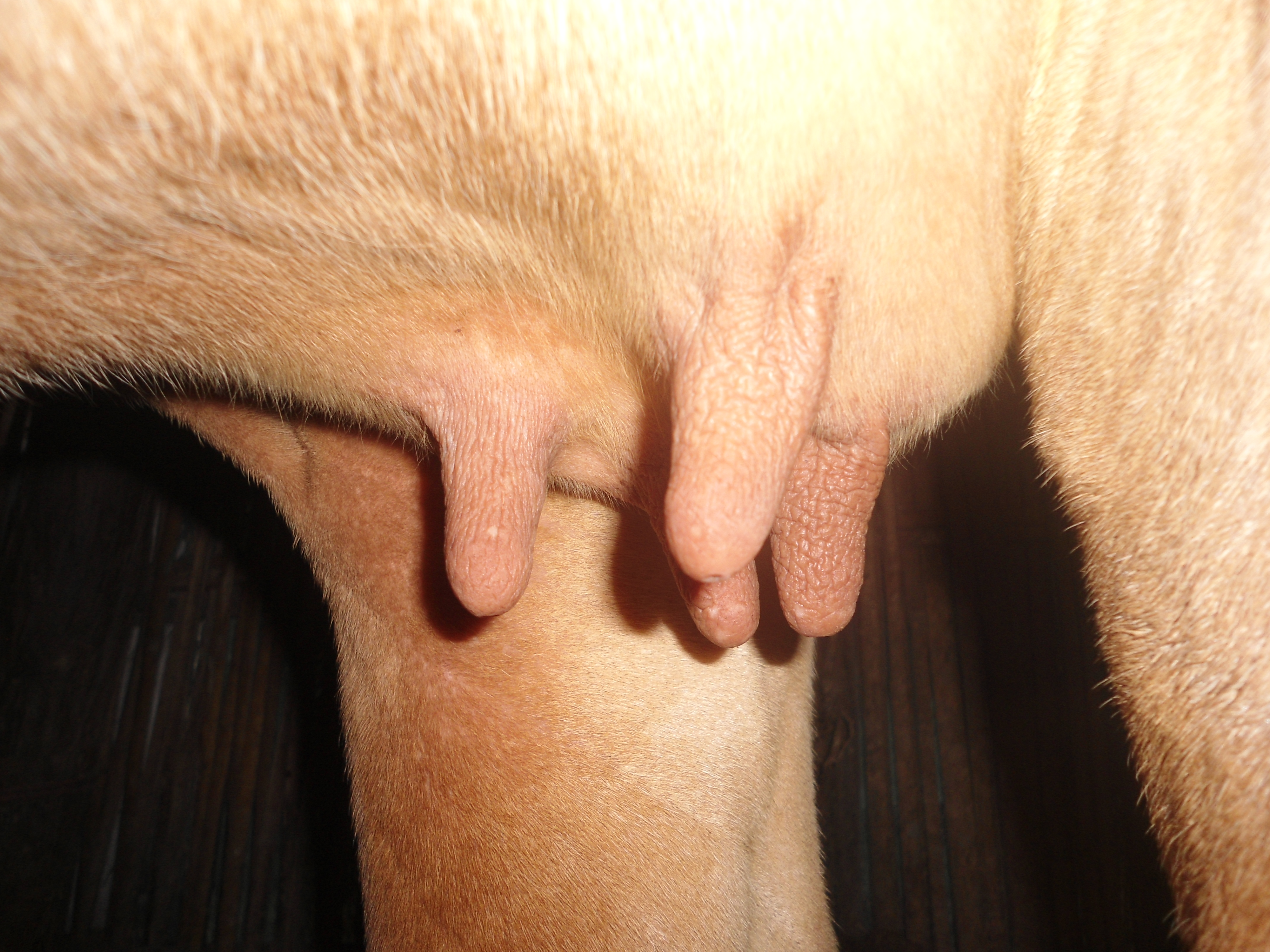
Pis d'une vache, un mammifère produisant du lait, susceptible donc au tarissement mammaire.

Le tarissement mammaire désigne la période et le phénomène de tarissement de la production de lait par la glande mammaire. 
Chez l'animal sauvage il s'effectue naturellement, sous l'effet de stimuli physiques et hormonaux ou il se déclenche en cas de mort ou disparition des petits lors de la lactation. Chez l'animal élevé pour le lait (vache, chèvre), c'est un moment critique où le risque de mammite augmente, ce qui a encouragé durant quelques décennies des traitements antibiotiques curatifs et préventifs si nombreux qu'ils ont contribué à l'apparition et à la diffusion de souches microbiennes antibiorésistantes. L'usage des antibiotiques lors de cette période diminue en France depuis 2011.

## Dans les élevages laitiers
Selon Radostits (1995), chez les animaux de rente élevés pour leur lait, durant le cycle de lactation le début de la « période de tarissement » est le moment où le risque de mammite est maximal. 

Par exemple, chez la vache laitière cette période se déroule sur huit semaines (60 jours environ). Les trois premières semaines, ainsi que les deux dernières sont considérées comme celles où les mammites sont les plus fréquentes, pour les raisons suivantes : 

### Population bactérienne sur et dans les glandes mammaires
Lors de la cessation d'une période de lactation, les glandes mammaires contiennent des restes de lait propices à nourrir des bactéries anaérobies. 
Les canaux des mamelles se modifient : le diamètre du lumen du canal du trayon s'élargit (ce qui tend à favoriser une remontée de bactéries extérieures) ; un bouchon kératineux se forme dans le canal pour éviter cela, mais il faut environ 16 jours pour qu'il se forme complètement (Cousins, et al., 1980) et de plus, ce bouchon n'est pas hermétiquement soudé aux parois au canal, il s'y emboite simplement. 
Les défenses immunitaires de la glande mammaire semblent à ce moment diminuer. 
C'est aussi le moment où l'éleveur diminue les mesures d'hygiène (qui autrement chez l'animal exploité pour son lait, ciblent routinièrement les pis). Les populations bactériennes du microbiote naturel ou pathogènes opportunistes évoluent et au début du tarissement : les bactéries pathogènes trouvées dans la glande mammaire sont alors d'abord plutôt de type pathogènes et contagieuses, puis on les trouve de moins en moins en surface de la glande mammaire, au profit de bactéries environnementales (ex. : Streptococcus uberis).

### Mesures d'hygiène
Selon Eberhart (1986) après le vêlage, la mère retrouve une phase de lactation, lors de laquelle l'éleveur remet en place des mesures hygiéniques faisant que la population bactérienne environnementale diminue. 
La traite faite 2 à 3 fois par jour « lessive » le canal, freinant l'implantation de bactéries dans la glande mammaire.
Durant 16 jours, avant l'obturation par le bouchon de kératine, des bactéries peuvent gagner la glande mammaire à partir du pis,. 
Les semaines 4, 5 et 6 qui suivent, le risque de mammite est moindre, car la défense est meilleure 
Les deux dernières semaines, le risque augmente en raison du volume de la glande mammaire qui s'accroit et de sécrétions pouvant conduire à des écoulements montrant que le bouchon kératineux n'est plus étanche.

### Diminution de l'immunité dans la glande mammaire
On observe deux moments de diminution des mécanismes de défense :
1. au début de la phase de tarissement, le taux de cellules immunitaires (phagocytes et lymphocytes) est au plus bas[3]. Certains pathogènes s'implantent alors dans la glande mammaire, avant que les globules blancs ne puissent les éliminer. Dans les 10 à 14 jours la réponse immunitaire s'élève et les repousse généralement[1] ;
2. en fin de période de tarissement (une semaine avant le vêlage[3]). Cette dépression immunitaire serait due à des facteurs de stress (changement de régime alimentaire dans les élevages ; changements hormonaux et physiologiques glandulaires préparant l'animal au vêlage et à la lactation)[1].